# Everybody Hurts
Singles de R.E.M.
The Sidewinder Sleeps Tonite
(1993) Nightswimming
(1993)
Pistes de Automatic for the People
The Sidewinder Sleeps Tonite New Orleans Instrumental No.1
Everybody Hurts est une chanson du groupe de rock alternatif R.E.M., sortie le 5 octobre 1992 sur l'album Automatic for the People, puis le 15 avril 1993 en tant que quatrième single issu de l'album.
La chanson a culminé au 29e rang du Billboard Hot 100, au 7e rang du UK Singles Chart et au 3e rang du classement de la SNEP.
Everybody Hurts est une chanson écrite par R.E.M. et plus spécialement par Bill Berry, dont l'arrangement a été réalisé par John Paul Jones.
Le 7 février 2010 paraît une nouvelle version du single chantée par plusieurs célébrités et dont les bénéfices sont destinés aux victimes du séisme de 2010 à Haïti. Ce single se classe 1er des charts irlandais et anglais.

## Historique et thème
Une grande partie de la chanson a été écrite par le batteur Bill Berry, bien que les crédits soient donnés au groupe. Ce n'est pas Bill Berry qui joue de la batterie dans la chanson - c'est une boîte à rythmes Univox qui est utilisée - mais il a fourni les échantillons du modèle de la batterie. L'arrangement a été fait par le bassiste de Led Zeppelin, John Paul Jones.
Dans les notes d'accompagnement de l'album In Time, Peter Buck, le guitariste du groupe écrit que « si les paroles sont si extraordinairement simples c'est parce que la chanson était destinée à des adolescents ». Il dit d'autre part, « Je n'ai jamais regardé Buffy contre les vampires, mais l'idée qu'un lycée puisse être un portail vers l'enfer me paraît assez réaliste,. »
En 2005, Peter Buck dit à la BBC : « Si vous écrivez consciemment pour quelqu'un qui n'est pas allé à l'université, ou qui est assez jeune, il est bon d'être très direct. À cet égard, cela va avoir tendance à fonctionner avec des personnes de tous les âges,. »
En 1995, l'équivalent anglais de SOS Amitié, Samaritans, en réponse au fort taux de suicide parmi les jeunes et du faible nombre d'associations d'aide aux jeunes hommes, a lancé une campagne de presse contenant uniquement des paroles de la chanson Everybody Hurts et le numéro de téléphone de l'association.

## Sortie et réception
La chanson est également sortie sur la compilation de R.E.M. In Time. Le clip apparaît sur le DVD In View - qui accompagne la compilation In Time et qui contient les meilleures vidéos du groupe entre 1988 et 2003. C'est l'une des quatre chansons choisies pour figurer sur la compilation parmi toutes les pistes de Automatic for the People. Elle est également parue sur l'album de live R.E.M. Live.
En 2006, un sondage de l'émission Britain's Favourite Break-Up Songs de la chaîne Channel Five a classé la chanson 4e. 
En octobre 2007, la chaîne de télévision canadienne MuchMore a classé Everybody Hurts 5e du top 40 des clips vidéos les plus mémorables (Top 40 Most Memorable Music Videos) dans Listed. 
De plus, le 30 septembre 2010, la chanson a été classée 1er dans un classement visant à choisir les chansons qui font le plus pleurer les hommes.

## Clip vidéo
Dans le clip de la chanson, réalisé par Jake Scott et filmé sur l'Interstate 10 à San Antonio au Texas, le groupe est pris dans un embouteillage. Il montre les passagers des autres voitures et leur pensées sous forme de sous-titres. À la fin, tout le monde abandonne sa voiture et marche puis disparaît. Le clip est inspiré de l'embouteillage du premier rêve du film Huit et demi de Federico Fellini.

## Récompenses
Le clip vidéo a gagné plusieurs prix aux MTV Video Music Awards de 1994 dont celui du meilleur montage, de la meilleure réalisation pour Jake Scott et celui de la meilleure photographie pour Harris Savides. Il a également été nommé pour le MTV Video Music Award de la vidéo de l'année.

## Liste des pistes
Toutes les chansons sont écrites par Bill Berry, Peter Buck, Mike Mills et Michael Stipe sauf indication contraire.

### US 7" et CD Single
1. Everybody Hurts – 5:20
2. Mandolin Strum – 3:26

### Édition collector CD 1 (Royaume-Uni)
1. Everybody Hurts (edit) – 4:57
2. New Orleans Instrumental No. 1 (version longue) – 3:29
3. Mandolin Strum – 3:26

### Édition collector CD 2 (Royaume-Uni)
1. Everybody Hurts (edit) – 4:57
2. Chance (Dub) – 2:36
3. Dark Globe (Syd Barrett) – 1:51

### DE CD Single
1. Everybody Hurts (edit) – 4:57
2. Mandolin Strum – 3:26
3. Chance (Dub) – 2:36
4. Dark Globe (Barrett) – 1:51

### US 12" et CD Maxi-Single 1
1. Everybody Hurts (edit) – 4:57
2. Mandolin Strum – 3:26
3. Belong (live)[A 1] – 4:32
4. Orange Crush (live)[A 2] – 4:00

### US 12" et CD Maxi-Single 2
1. Everybody Hurts (edit) – 4:57
2. Star Me Kitten (démo) – 3:05
3. Losing My Religion (live)[A 1] – 4:55
4. Organ Song – 3:25

### UK cassette single
1. Everybody Hurts – 5:20
2. Pop Song '89 – 3:03

### UK et DE 7" single
1. Everybody Hurts (edit) – 4:46
2. Pop Song '89 – 3:03

Notes
1. 1 2  Performance lors de l'émission Mountain Stage sur la radio américaine NPR le 28 avril 1991.
2. ↑  Enregistrée au Fox Theater à Atlanta en Géorgie le 13 novembre 1989.

## Représentations et reprises

### Reprises
- Paul Anka sur l'album Rock Swings.
- Tina Arena sur l'album Songs of Love and Loss sorti en 2007.
- Joe Cocker sur son album de reprises Heart & Soul sorti en 2004.
- The Coconutz pour la bande originale du film Sans Sarah, rien ne va !. Cette version est chantée en langue hawaïenne.
- The Corrs sur l'album The Corrs Unplugged.
- Dashboard Confessional sur l'album de reprises MTV2 Covers
- Feeder a fait une reprise valable à l'origine uniquement en téléchargement pour l'association d'aide aux enfants victimes de la guerre War Child avant de paraître sur une face B de leur single Shatter / Tender.
- G4 sur l'album G4.
- David Hobson sur l'album The Promise.
- Marillion sur leur album live Friends.
- Meat Puppets disponible sur l'album Drive XV de Stereogum, l'un des premiers blogs de MP3. D'autres versions de la chanson ont été reprises pour l'album par Frida Hyvönen, Elk City, Bodies of Water et Amanda Palmer avec Cormac Bride et sont disponibles en tant que pistes bonus.
- Ariane Moffatt pour la série télévisée Trauma sur Radio-Canada
- Alex Parks sur son premier album Introduction.
- Paul Potts le gagnant de Britain's Got Talent sur son premier album One Chance. Potts chante Everybody Hurts en italien et la piste a un titre additionnel en italien Ognuno Soffre.
- Patti Smith disponible en tant que piste bonus sur l'album Twelve sorti en 2007.
- Bonnie Tyler sur l'album Heart Strings.
- Tangerine Dream sur l'album Under Cover - Chapter One sorti en 2010.
- Glee Cast dans l'épisode Lights Out de la Saison 4.
- MC Rai pour le film The Dictator de Sacha Baron Cohen en 2012.
- Miss Kittin sur son album Calling From The Stars sorti en 2013.

### Utilisation dans les médias
Everybody Hurts a été utilisée :

#### Au cinéma
- Dans le film Ma sorcière bien-aimée sorti en 2005.
- Dans le film Une nuit au Roxbury sorti en 1998.
- Dans le film Pour l'amour d'une femme sorti en 1994.

2019 famille addams film d'animation, chanté par le majordome au piano

#### À la télévision
- Dans le 19e épisode de la 4e saison de la série NCIS : Enquêtes spéciales, Pour la paix, en 2007.
- Dans l'épisode 1993 de la série Réunion : Destins brisés en 2005.
- Dans le 4e épisode de la 2e saison de la série The Office, L'Incendit, en 2005 à la télévision.
- Dans le 4e épisode de la 3e saison de Smallville, Prisonnier de ses rêves, en 2003.
- Dans le 11e épisode de la 1re saison de la série Daria, Sur la route de Palooza, en 1997.
- Dans l'épisode pilote de la série télévisée La Vie à cinq en 1994.
- Dans l'épisode pilote de la série télévisée Angela, 15 ans en 1994.
- Dans le 8e épisode de la 5e saison de The Big Bang Theory en 2011, Amy interprète le refrain à la harpe.
- Dans l’épisode 5 de la série It’s a sin .

## Charts
Le single s'est vendu à plus de 205 000 exemplaires au Royaume-Uni.
| Chart (1993)                                 | Meilleure position |
| -------------------------------------------- | ------------------ |
| Charts australiens                           | 6                  |
| Charts canadiens                             | 8                  |
| Charts français                              | 3                  |
| Charts hollandais                            | 4                  |
| Charts irlandais                             | 6                  |
| Charts néo-zélandais                         | 12                 |
| Charts anglais                               | 7                  |
| U.S. Billboard Hot 100                       | 29                 |
| U.S. Billboard Alternative Songs             | 21                 |
| U.S. Billboard Mainstream Top 40 (Pop Songs) | 13                 |

| Chart (2010)   | Meilleure position |
| -------------- | ------------------ |
| Charts anglais | 90                 |

## Helping Haiti
De manière à lever des fonds pour les victimes du séisme de 2010 à Haïti, le premier ministre britannique Gordon Brown a demandé à Simon Cowell de créer une chanson caritative. Simon Cowell a choisi Everybody Hurts et le premier ministre a accepté de retirer la TVA et R.E.M. de renoncer aux royalties.
Les bénéfices du single ont été partagés entre le fond Helping Haiti du Sun et le Disasters Emergency Committee,,. La chanson est passée pour la première fois sur les stations de radio au Royaume-Uni le 2 février 2010. Le single est sorti le 7 février 2011 en téléchargement et sur support physique, un jour plus tôt que prévu en raison de la forte demande.
Le single a atteint les 200 000 ventes en deux jours au Royaume-Uni et 453 000 la première semaine, devenant ainsi le single caritatif se vendant le plus vite au XXIe siècle au Royaume-Uni. La chanson dure près de six minutes et commence par un rappel des événements du 12 janvier 2010. Le clip comporte des images montrant la dévastation du pays et la douleur des haïtiens.

### Artistes
La chanson est chantée par les artistes suivants (par ordre d'apparition) :
- Leona Lewis
- Rod Stewart
- Mariah Carey
- Cheryl Cole
- Mika
- Michael Bublé
- Joe McElderry
- Miley Cyrus
- James Blunt
- Gary Barlow (de Take That)
- Mark Owen (de Take That)
- Jon Bon Jovi
- James Morrison
- Alexandra Burke
- Jason Orange (de Take That)
- Susan Boyle
- JLS
- Shane Filan (de Westlife)
- Mark Feehily (de Westlife)
- Kylie Minogue
- Robbie Williams
- Kian Egan (de Westlife)
- Nicky Byrne (de Westlife)

### Vidéo
Un court documentaire promotionnel de cinq minutes a été diffusé sur ITV à 20h30 le 7 février 2010. Ce documentaire comporte des enregistrements des artistes chantant Everybody Hurts (sauf Mariah Carey, Miley Cyrus, Jon Bon Jovi et Kylie Minogue, dont les enregistrements sont montrés dans le clip vidéo) et des images tournés après le tremblement de terre à Haïti. Le clip a été réalisé par Joseph Kahn et est passé à la télévision pour la première fois le 6 mars 2010. Jon Bon Jovi et Michael Bubblé sont les seules artistes à ne pas figurer dans le clip vidéo officiel.

### Liste des pistes
1. Everybody Hurts – 5:24
2. Everybody Hurts (mix altermnatif) – 5:35

### Charts
Après sa sortie au Royaume-Uni et en Irlande le 7 février 2011, le single d'Helping Haiti est entré dans les charts irlandais le 12 février 2010 à la 1re place. Cependant, le 19 février 2010, il a été détrôné par Under Pressure (Ice Ice Baby) de Jedward. Le 14 février 2010, le single est également entré au UK Singles Chart à la 1re place, passant deux semaines en tête du classement avant de chuter de huit places.
Le 23 février 2010, le single est entré dans les charts australiens à la 28e place.
| Chart (2010)              | Meilleure position |
| ------------------------- | ------------------ |
| Charts australiens        | 28                 |
| Charts autrichiens        | 23                 |
| Charts allemands          | 16                 |
| Charts espagnols          | 39                 |
| Charts irlandais          | 1                  |
| Charts suédois            | 21                 |
| Charts néo-zélandais      | 17                 |
| Charts suisses            | 16                 |
| Charts anglais            | 1                  |
| US Bubbling Under Hot 100 | 21                 |

| Chart (2010)   | Position |
| -------------- | -------- |
| Charts anglais | 10       |